# Тао Луна
Та́о Луна́ (кит. упр. 陶璐娜, пиньинь Táo Lùnà, род. 11 февраля 1974, Шанхай) — китайский стрелок, специализирующаяся в стрельбе из пистолета. Олимпийская чемпионка, чемпионка мира в составе команды.

## Карьера
Впервые в состав китайской сборной Тао Луна попала в 1990 году, но в олимпийскую сборную впервые попала только на Игры в Сиднее.
Там она показала отличные результаты в стрельбе из пистолета. В состязании по стрельбе из пневматического пистолета она стала чемпионкой, опередив почти на два балла сербскую спортсменку Ясну Шекарич. В стрельбе из пистолета Тао Луна захватила лидерство после предварительного раунда, но в финале не смогла сохранить своё преимущество и уступила всего полбалла Марии Гроздевой из Болгарии.
В Афинах китаянка выступала только в стрельбе из пневматического пистолета, но выступила неудачно, заняла скромное 38-е место и не защитила звание олимпийской чемпионки.
На чемпионатах мира Тао Луна завоевала два золота. серебро и бронзу, однако все эти успехи были в составе команды. Лучшим личным результатом спортсменки на мировых первенствах является пятое место в Лахти в стрельбе из обычного пистолета.